# Micromeria graeca
Micromeria graeca – вид рослин родини глухокропивові (Lamiaceae).

## Опис
Трав'яниста ароматична рослина 10–50 см заввишки, вкрита грубими волосками. Листи довжиною до 12 мм і шириною 7 мм, овальні. Має з 2–8 квітів суцвіття. Віночок рожево-фіолетовий, довжиною 6 мм, рідко більше. Квітне навесні, але також і восени.

## Поширення
Середземномор'я. Населяє сухі місця, скелі, стіни, бідні і кам'янисті ґрунти, від рівня моря до 1400 м.